# Paolo Rodocanachi
Paolo Rodocanachi (in greco Παύλος Ροδοκανάκης?, Pavlos Rodokanakis; Genova, 29 maggio 1891 – Genova, 16 maggio 1958) è stato un pittore greco con cittadinanza italiana.

## Biografia
Rodokanakis nacque a Genova nel 1891 da una grande famiglia benestante. La sua formazione artistica iniziò come studente di Giuseppe Pennasilico (1861-1940) nella sua città natale. In seguito studiò pittura con Giulio Bargellini e grafica con Vittorio Grassi all'Accademia di belle arti di Roma.
Nel 1911, Rodokanakis fece il suo debutto in una mostra della Società promotrice di belle arti di Genova. Successivamente si trasferì in Grecia, il paese dei suoi genitori. Nel corso del 1916, a causa dei conflitti armati durante la prima guerra mondiale, l’artista, come soldato e parte di un corpo militare, si trasferì a Görlitz, in Germania. Per circa due anni visse in un alloggio militare, e nonostante questa situazione, riuscì tuttavia ad essere artisticamente produttivo. Il suo impegno artistico lo fece distinguere come pittore e, nell’estate del 1918, venne invitato a Monaco e prese parte alla mostra d’arte annuale nel Glaspalast (Palazzo di vetro). Questo inaspettato successo fece sì che nel novembre dello stesso anno si tenesse una mostra con oltre 50 sue opere nel municipio di Görlitz, riscuotendo un buon consenso da parte del pubblico.
Dopo essere tornato in Grecia, Rodokanakis si unì al gruppo di artisti Omada Tehni, fondato nel 1917. Ciò gli permise di prendere parte a una mostra d'arte a Parigi nel 1919 che ha presentava l'arte greca contemporanea. Questo evento fu inaugurato all'allora primo ministro greco Eleutherios Venizelos, che si trovava nella capitale francese per i negoziati di pace. Sempre nello stesso anno, una mostra personale di alcune opere del pittore ebbe luogo nei locali del quotidiano Eleftheros Typos di Atene.
Nel corso della guerra greco-turca, Rodokanakis, insieme agli artisti Spyros Papaloukas (1892-1957) e Periklis Vyzantios (1893-1972), prese parte a una campagna anti-turca come pittore di guerra ufficiale tra il 1921 e il 1922. L'opera dei tre artisti, che fu creata durante questo periodo e fu brevemente esposta, fu completamente distrutta a causa della guerra a Smirne e del grande incendio del 1922.
Nel 1923 Rodokanakis lasciò finalmente la Grecia e si trasferì nella sua città natale, Genova. In Italia riuscì ad affermarsi come pittore. Negli anni seguenti furono allestite alcune mostre, durante le quali vennero presentate le sue opere o collettive con altri artisti. Nel 1935, 1939, 1948 e 1952, ad esempio, fu esposto nelle sedi della Quadriennale di Roma. La sua partecipazione alla Biennale di Venezia del 1934, 1940 e 1948, in cui rappresentò la Grecia o la sua patria adottiva, ebbe positivo riscontro da parte del pubblico.
Rodokanakis fu sposato con la traduttrice e scrittrice Lucia Rodocanachi (1901-1978), nata Morpurgo.
Il pittore morì a Genova nel 1958.

## Opere
L'opera di Rodokanakis è principalmente caratterizzata da raffigurazioni paesaggistiche ma anche dipinti di figure. Ci sono riferimenti inconfondibili al simbolismo e all'Art Nouveau, specialmente nei suoi primi lavori. Molte opere hanno un tocco impressionistico.
Tipico del suo stile pittorico è un uso del colore accattivante, a tratti non molto opaco e leggero.
Le sue opere si trovano nella Pinacoteca nazionale di Atene, nel Museo della Città di Atene, nella Galleria A. G. Leventis di Nicosia e nella Galleria nazionale d'arte moderna e contemporanea di Roma.

## Riconoscimenti
Ad Arenzano, città della città metropolitana di Genova, una piazza porta il nome dell'artista.